# Граворново
Граворново — деревня, расположенная в Бужаровском сельском поселении Истринского района Московской области. Население — 78 чел. (2010), зарегистрировано 2 садовых товарищества. С Истрой деревня связана автобусным сообщением (автобус № 33).
Находится на севере района, примерно в 19 км на северо-запад от Истры, на левом, высоком берегу реки Раменки, высота центра над уровнем моря 207 м. Соседние населённые пункты: Зыково — на западной стороне шоссе, Никитское в 2 км севернее, Верхуртово — в 1,5 км восточнее и Малое Ушаково в 800 м на юг (по шоссе 2 км).

## Население
| 2002 | 2006 | 2010 |
| ---- | ---- | ---- |
| 84   | ↘68  | ↗78  |